# Glenognatha hirsutissima
Glenognatha hirsutissima là một loài nhện trong họ Tetragnathidae.
Loài này thuộc chi Glenognatha. Glenognatha hirsutissima được miêu tả năm 1935 bởi Berland.